# ベース・レジストリ
ベース・レジストリとは、公的機関等で登録・公開され、様々な場面で参照される、人、法人、土地、建物、資格等の社会の基本データであり、正確性や最新性が確保された社会の基盤となるデータベースである。

## 概要
ベース・レジストリは、デジタル社会形成基本法第31条に規定する「公的基礎情報データベース」に相当し、行政手続のワンスオンリーを実現するなど社会全体の効率性の向上を図るとともに、スマートシティ等の新しいサービスの創出を図るためには、マイナンバーや地理空間情報など社会全体の基盤となるデータを整備・活用することが必要であることを踏まえ、令和3年5月26日に内閣官房情報通信技術（IT）総合戦略室により初めての指定がなされた。
その後、令和5年7月7日に、上記を見直す形で、行政又は民間におけるサービスの共通基盤として利活用すべき又は利活用可能なデータ群であって、行政機関等が正当な権限に基づいて収集し、正確性や完全性の観点から信頼できる情報を基にした、最新性、標準適合性、可用性等の品質を満たすものについて、その整備及び利活用を推進する目的で「ベース・レジストリの指定について」（令和5年デジタル庁告示第12号）が発せられた。
令和7年6月13日には、情報通信技術を活用した行政の推進等に関する法律第19条に基づき、第1次の公的基礎情報データベース整備改善計画が閣議決定された。

## 指定項目
令和5年7月7日現在、指定に際して
- 第一号：整備済ベース・レジストリとして利活用を促進するもの
- 第二号：整備中ベース・レジストリとして引き続き整備を進めるもの
- 第三号：利活用が期待されるものとして今後整備を検討するもの

に区分され、第一号の指定項目の例としては法人番号、法令が、第二号の指定項目の例としては基盤地図情報、電子国土基本図、郵便番号、行政事務標準文字（MJ＋）が、第三号の指定項目の例としては不動産ID、登記所備付地図がある。

## ベース・レジストリ・ロードマップ
ベース・レジストリの指定に先立ち、令和2年12月21日にベース・レジストリ・ロードマップがデジタル・ガバメント閣僚会議決定として公表され、ベース・レジストリの定義、意義、必要性、構造などが示されたほか、データ整備の目標年を2030年と設定し、そのための仕組み作りを5年以内に行うことを時間スコープとすることとされている。

## 整備およびデータの品質の確保
デジタル社会形成基本法第39条第1項では、政府がデジタル社会の形成に関する重点計画を作成しなければならない旨が規定され、同条第2項に重点計画に定めるべき事項が列記されており、同項第12号において「公的基礎情報データベースの整備等に関し政府が迅速かつ重点的に講ずべき施策」、第15号において「データの品質の確保に関し政府が迅速かつ重点的に講ずべき施策」も規定されている。